# آیوا

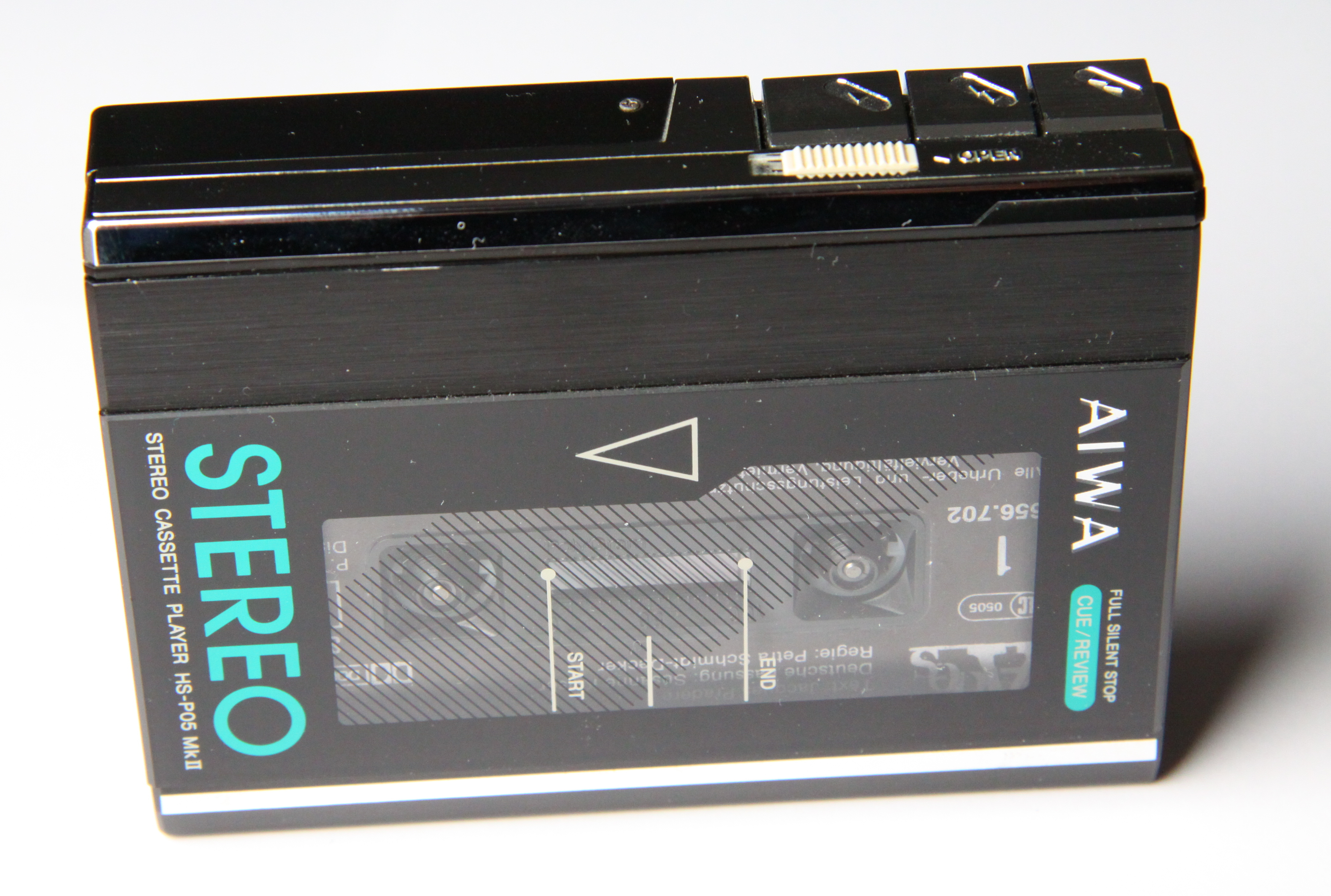
1980s Aiwa audio cassette player

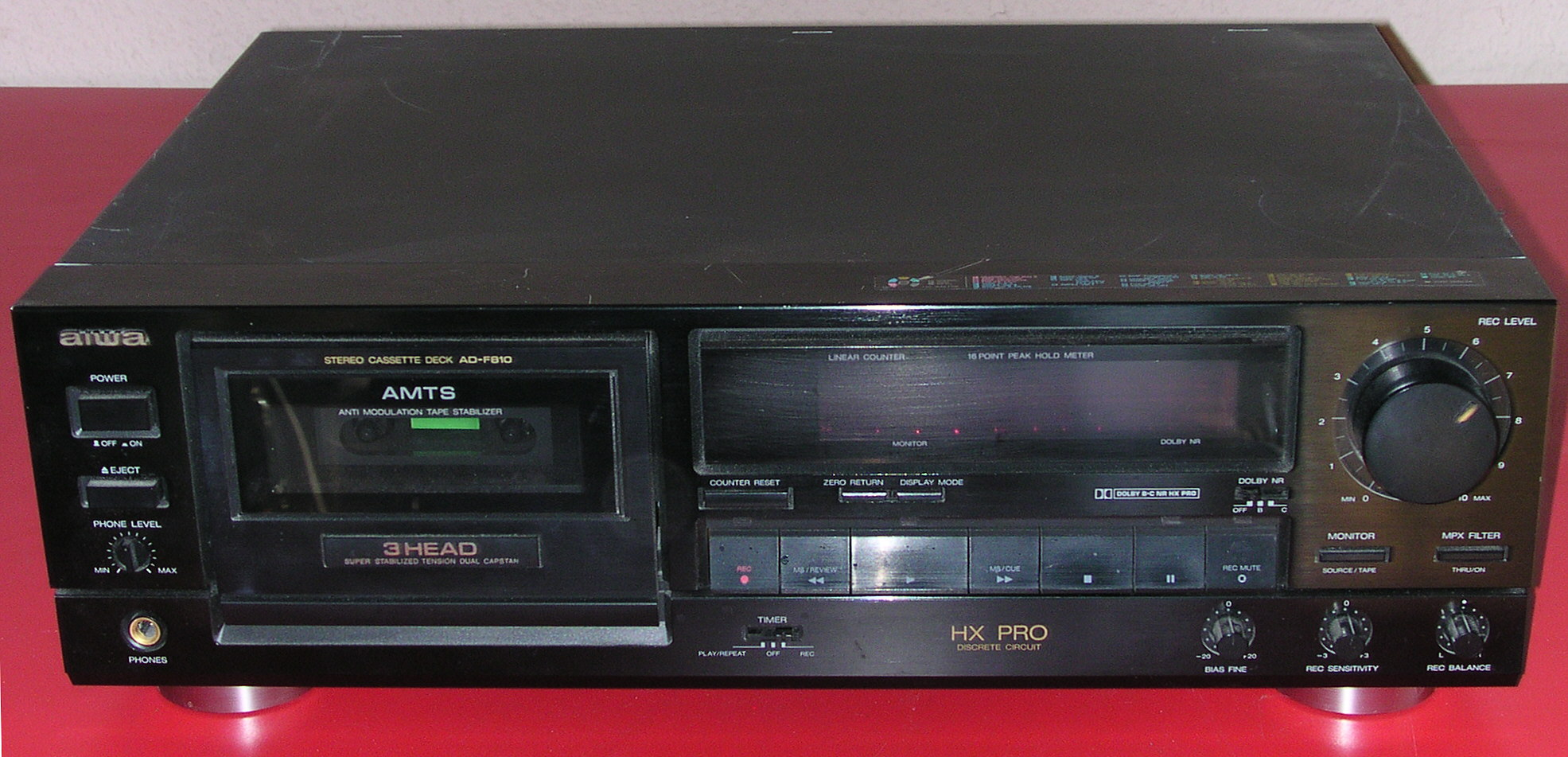
Aiwa F810 tape deck

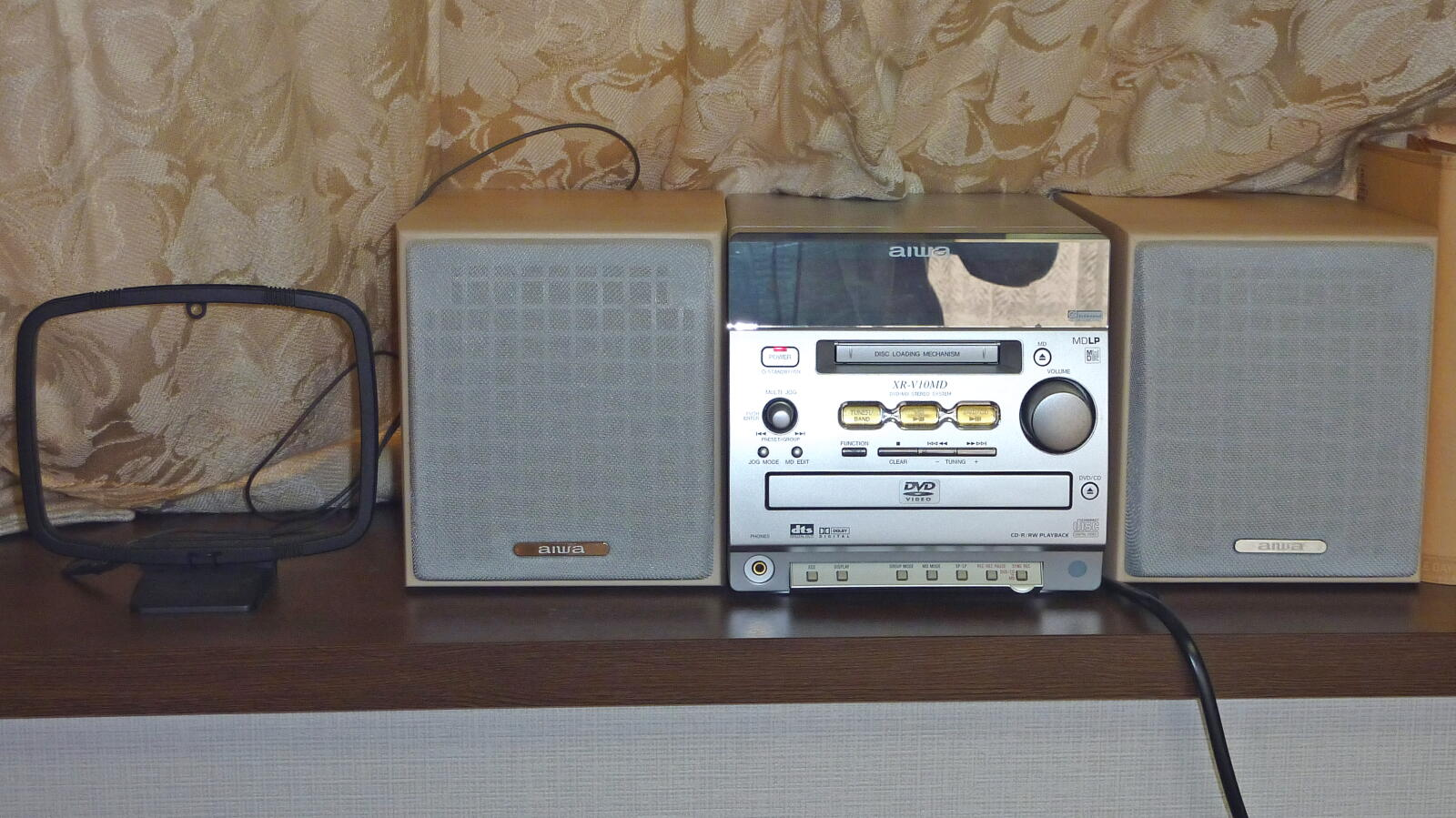
Aiwa XR-V10MD Hi-Fi system and MD/DVD player

شرکت آیوا، Aiwa (アイワ) شرکت الکترونیک مصرفی ژاپنی بود که از دهه ۱۹۷۰ تا اوایل دهه ۲۰۰۰ تجهیزات صوتی تصویری تولید می‌کرد. سهام این شرکت در سال ۲۰۰۲ توسط شرکت سونی خریداری و در سال ۲۰۰۶ توسط سونی تعطیل گردید. این شرکت در اوج قدرت دچار ورشکستگی گردید که عمده دلیل آن ورود این شرکت به عرصه تولید تلویزیون‌های صفحه تخت با قابلیت نور پردازی ثانویه بود که به دلیل عدم فروش موفق، منجر به ورشکستگی این شرکت گردید. لازم به ذکر است که این شرکت یک شرکت فوق العاده محبوب و جوان پسند بود که استعداد برآورده ساختن نیاز گروه سنی جوانان را به‌طور کامل و با در نظر گرفتن قیمتهای اقتصادی و رقابتی برآورده ساخت. از جمله تولیدات این شرکت، فروش ضبط های پخش با قابلیت پخش DVD و CD بود. سال ۲۰۰۳ سونی تصمیم گرفت با عرضه محصولات جوان‌پسند و کامپیوتر محور جانی دوباره به آیوا ببخشد، اما با شکست روبه‌رو شد. در سال ۲۰۰۵ توسعه محصولات جدید برای این برند متوقف و از سال ۲۰۰۸ نیز فروش محصولاتش متوقف شد. سونی در سال ۲۰۰۸ نیز از انحلال کامل این برند خبر داد.
در سال ۲۰۱۵ کمپانی سرمایه‌گذاری آمریکایی دور میتوس حق تجارت آیوا در ایالات‌ متحده آمریکا را دریافت و ضمن بستن قراردادی با کمپانی صوتی آمریکایی هیل، محصولات صوتی هیل را با نام آیوا به بازار عرضه کرد. بدین ترتیب آیوا با عرضه اسپیکر بلوتوث اگزو ۹ دوباره متولد شد. در سال ۲۰۱۷ نیز کمپانی صوتی تصویری ژاپنی تووادا آئودیو، برند آیوا را تماماً از سونی خریداری کرد و دست به تولید مجدد محصولات صوتی تصویری با نام برند آیوا زد.